# Hunter Hayes Encore
Hunter Hayes Encore é o relançamento do álbum de estreia do cantor norte-americano Hunter Hayes, Hunter Hayes. Inicialmente planejado como um lançamento de originais, Hayes optou pelo relançamento por acreditar que era "uma segunda chance para uma primeira impressão".
O relançamento combinado ao Hunter Hayes conseguiu superar os picos nas tabelas musicais do Estados Unidos, Billboard 200 e Billboard Country Albums, além de esterar na Canadian Albums Chart na décima segunda posição. Ele teve como divulgação a canção lançada como single "I Want Crazy", que atingiu o número dezenove em território estadunidense.

## Antecedentes
Em janeiro de 2013, Hayes falou em entrevista ao The Country Vibe sobre um novo disco de originais: "Eu estou bem no ponto onde é parte da rotina, você começa a fazer seu próximo álbum, mas eu não quero apressar esse processo e eu não quero fazê-lo com base em um calendário e eu não quero escrevê-lo com base em uma programação ou uma agenda. "Agora estou no ponto onde eu estou experimentando [mas] eu não estou pronto necessariamente para entrar em modo de gravação de novo, porque eu não sinto que eu estou e eu não quero fingir. Eu não quero dizer que estou e, em seguida, fazer um novo registro que não foi de todo o coração." Mais tarde, Hayes revelou em entrevista ao Taste of Country "eu tenho entre 60 e 70 músicas prontas para meu segundo álbum, porém não estava pronto pra gravar ainda. Mas como eu tive algum tempo e um estúdio, eu entrei nele com meu produtor e começamos a trabalhar sem agenda. O artista ainda declarou que "o Encore é uma segunda chance para um primeira impressão."
2 semanas antes do lançamento do álbum, mais precisamente em 6 de junho, o artista disponibilizou a canção "Light Me Up" para download gratuito em seu site. Hayes falou sobre o relançamento à MTV News: "Esta é uma atualização. Ele não é novo, mas é o resto da história. [É] o resumo de tudo e o encerramento do capítulo."

## Música
Em "Light Me Up", descrita como melodia de verão, Hayes canta sobre encontrar seu verdadeiro amor depois de alguns desgostos. É o tipo de romance que acende todos os tipos de metáforas, como no refrão: "Você me acende / Como os fogos de artifício que voam no quatro de julho / Você me acende / Como o sol brilhando no verão / Toda vez que você me leva pra cima".

## Lista de faixas
| N.º            | Título                                             | Compositor(es)                       | Duração |  |
| 1.             | "Storm Warning"                                    | Hunter Hayes, Gordie Sampson, Busbee | 3:59    |  |
| 2.             | "Wanted"                                           | Hayes, Troy Verges                   | 3:49    |  |
| 3.             | "If You Told Me To"                                | Hayes, Liz Rose                      | 3:26    |  |
| 4.             | "Love Makes Me"                                    | Katrina Elam, Hayes, Bonnie Baker    | 3:20    |  |
| 5.             | "Faith to Fall Back On"                            | Hayes, Barry Dean                    | 3:08    |  |
| 6.             | "Somebody's Heartbreak"                            | Andrew Dorff, Luke Laird, Hayes      | 3:49    |  |
| 7.             | "Rainy Season"                                     | Hayes, Elam, Baker                   | 5:08    |  |
| 8.             | "Cry with You"                                     | Dean, Hayes                          | 3:48    |  |
| 9.             | "Everybody's Got Somebody But Me" (com Jason Mraz) | Hayes, Brainard, Zuffineti           | 2:39    |  |
| 10.            | "What You Gonna Do" (com Ashley Monroe)            | Hayes                                | 5:38    |  |
| 11.            | "More Than I Should" (regravada)                   | Hayes, Rutherford, Stover            | 3:22    |  |
| 12.            | "All You Ever"                                     | Hayes, Ellis                         | 3:36    |  |
| 13.            | "In a Song"                                        | Hayes, Ellis                         | 4:18    |  |
| 14.            | "I Want Crazy"                                     | Hayes, Lori McKenna, Verges          | 3:56    |  |
| 15.            | "A Thing About You"                                | Hayes, Elam, Baker                   | 3:18    |  |
| 16.            | "Better Than This"                                 | Hayes, Dave Haywood, Charles Kelley  | 3:32    |  |
| 17.            | "Light Me Up"                                      | Hayes, busbee, Shane McAnally        | 4:04    |  |
| Duração total: | Duração total:                                     | Duração total:                       | 64:55   |  |

| iTunes bônus vídeo |                                                               |         |  |
| N.º                | Título                                                        | Duração |  |
| 18.                | "The Making of Encore"                                        | 9:32    |  |
| 19.                | "Behind the Scenes of "What You Gonna Do" (com Ashley Monroe) | 4:30    |  |
| 20.                | "I Want Crazy" (vídeo musical)                                | 4:43    |  |

## Recepção pela crítica
Para o Great American Country, Daryl Addison escreveu: A musicalidade e capacidade de Hunter escrever numa variedade de estilos musicais tomam (Encore) um longo caminho. Ouvindo a balada, "Wanted", ao lado da enraizada: "If You Told Me To", mostra a diversidade de seu talento. No entanto, a objetividade para perceber o que poderia aumentar uma peça individual é um forte indício de que este jovem hitmaker só está ficando melhor. O redator ainda definiu como as peças chaves as canções "Storm Warning", "What You Gonna Do", "If You Told Me To" e "Better Than This". Para Marc Engel do Fox News Magazine "Enquanto Hayes abre a cortina sobre seu segundo álbum próprio, "(Encore)" é uma maneira completamente satisfatória a ficar um pouco mais nesta fase de sua carreira." Bob Paxman, do Country Weekly, escreveu "o que é em geral mais marcante é a instrumentação, juntamente com a sensação sonora geral do álbum. Baterias são proeminentes, dando as músicas um som mais cheio, e o virtuosismo do Hunter nas guitarras tanto acústicas e elétricas, bandolim e outros instrumentos de hóspedes estão dispersos por toda parte."
Markos Papadatos do Digital Journal concluiu que o álbum "É altamente eclético e há algo nele para todo mundo." Ainda definiu Hayes como "um dos mais talentosos jovens músicos que a moderna música country-pop tem para oferecer: um multi-vocalista, multi-instrumentista e compositor que tanto escreveu ou co-escreveu todas as músicas do álbum inteiro. Papadatos acabou a resenha ao parabenizar Hunter pela "re-gravação e co-produção de um registro impecável!". Jaimie Roussos da Confront Magazine concluiu que "Tudo somado, este álbum merece uma classificação perfeita. O que quer que faltava na versão de 2011 foi re-melhorada e cumpridas em todos os sentidos possíveis. Os novos duetos, as regravações, e o fato de que este álbum é composto por 17 faixas incríveis todas provam porque motivo Hunter Hayes é um dos principais talentos lá fora agora."
Hunter Hayes Encore foi classificado como o quarto melhor álbum lançado por um artista country masculino em 2013 pelo Digital Journal.

## Singles
Do relançamento, duas músicas foram lançadas como singles: "I Want Crazy" e "Everybody's Got Somebody but Me". "I Want Crazy" ficou na 19ª posição dos Estados Unidos e deu a Hayes sua melhor colocação no Canadá, 14ª situação. O videoclipe produzido para a promoção de "I Want Crazy" foi dirigido por Ends e filmado em Saint John, Nova Brunswick. A faixa foi promovida em premiações musicais como no CMT Music Awards e nos programas televisivos The Voice e The Today Show. Já "Everybody's Got Somebody but Me" alcançou as posições de número 77 e 20 na Billboard Hot 100 e Hot Country Songs.